# Goldie's Oldies
Goldie's Oldies  è una sitcom britannica, ideata da Evan Thaler Hickey, per il network televisivo Nickelodeon.
La serie viene annunciata il 15 ottobre 2019 e il 20 gennaio 2020 iniziano ufficialmente le riprese successivamente temporaneamente interrotte a causa della pandemia di COVID-19. 
La serie va in onda nel Regno Unito dal 15 marzo 2021 e in Italia dal 19 aprile 2021 su Nickelodeon.

## Trama
Goldie è un'adolescente la cui vita viene sconvolta quando la sua famiglia si trasferisce dagli Stati Uniti in Inghilterra e finisce per vivere con il nonno Maury e i suoi compagni di stanza "70 qualcosa".

## Episodi
| Stagione       | Episodi | Prima TV UK | Prima TV Italia |
| -------------- | ------- | ----------- | --------------- |
| Prima stagione | 20      | 2021        | 2021            |